# Province de Socorro
1795–1857
Entités précédentes :
- Province de Tunja (1795)

Entités suivantes :
- État fédéral de Santander (1857)

La province de Socorro, ou corregimiento del Socorro durant la domination espagnole, était une entité administrative et politique de la Nouvelle-Grenade. Elle fut créée en 1795 et dissoute en 1857. Sa capitale était Socorro.

## Histoire
La province de Socorro est initialement un gouvernorat de la vice-royauté de Nouvelle-Grenade (entité coloniale espagnole recouvrant le nord de l'Amérique du Sud).
Après l'indépendance, la province est intégrée à la Grande Colombie, au sein du département de Boyacá. 
Après la dissolution de cette dernière, la province fait partie de la république de Nouvelle-Grenade. 
En 1857, la province de Socorro fusionne avec les provinces de García Rovira, Ocaña, Pamplona, Santander et Soto et devient l'État fédéral de Santander.

La province de Socorro en 1810
La province de Socorro en 1855